# لتمر (کارولینای شمالی)
لتمر (به انگلیسی: Lattimore) شهری در ایالت کارولینای شمالی کشور ایالات متحده آمریکا است که جمعیت آن در سرشماری سال ۲۰۱۰ میلادی، ۴۸۸ نفر بوده‌است.